# Гіллс (Айова)
Гіллс (англ. Hills) — місто (англ. city) в США, в окрузі Джонсон штату Айова. Населення — 863 особи (2020).

## Географія
Гіллс розташований за координатами 41°33′22″ пн. ш. 91°32′7″ зх. д. / 41.55611° пн. ш. 91.53528° зх. д. (41.556082, -91.535252).  За даними Бюро перепису населення США в 2010 році місто мало площу 1,63 км², уся площа — суходіл. В 2017 році площа становила 1,94 км², уся площа — суходіл.

## Демографія
Згідно з переписом 2010 року, у місті мешкали 703 особи в 299 домогосподарствах у складі 190 родин. Густота населення становила 433 особи/км².  Було 349 помешкань (215/км²).
Расовий склад населення:
| - 93,3 % — білих - 1,3 % — азіатів - 0,7 % — корінних американців - 0,3 % — чорних або афроамериканців - 1,6 % — осіб інших рас |

До двох чи більше рас належало 2,8 %. Частка іспаномовних становила 4,0 % від усіх жителів.
За віковим діапазоном населення розподілялося таким чином: 20,2 % — особи молодші 18 років, 60,0 % — особи у віці 18—64 років, 19,8 % — особи у віці 65 років та старші. Медіана віку мешканця становила 45,2 року. На 100 осіб жіночої статі у місті припадало 89,0 чоловіків;  на 100 жінок у віці від 18 років та старших — 90,2 чоловіків також старших 18 років.
Середній дохід на одне домашнє господарство  становив 57 335 доларів США (медіана — 50 417), а середній дохід на одну сім'ю — 68 569 доларів (медіана — 70 972). Медіана доходів становила 43 942 долари для чоловіків та 46 250 доларів для жінок. За межею бідності перебувало 26,3 % осіб, у тому числі 53,4 % дітей у віці до 18 років та 17,3 % осіб у віці 65 років та старших.
Цивільне працевлаштоване населення становило 399 осіб. Основні галузі зайнятості: роздрібна торгівля — 25,8 %, освіта, охорона здоров'я та соціальна допомога — 23,6 %, виробництво — 10,0 %, науковці, спеціалісти, менеджери — 9,3 %.